# Tourismus in Brasilien

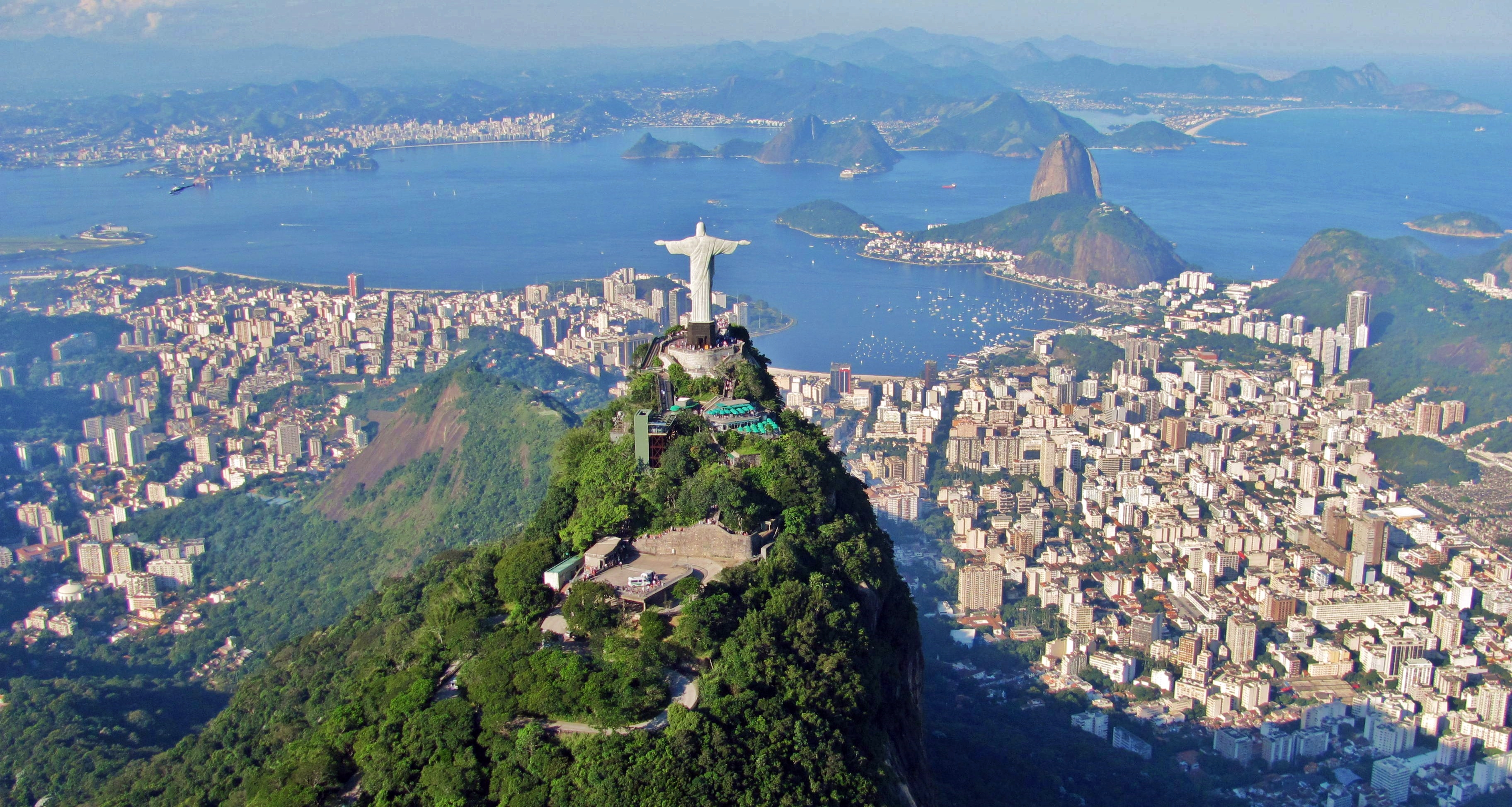
Rio de Janeiro

Iguazú-Wasserfälle an der Grenze zu Argentinien.

Brasilien verfügt über 73 Nationalparks und 21 UNESCO-Welterbestätten sowie weit über 100 Museen. Der Badestrand von Copacabana gehört zu den meistbesuchten Stränden der Welt. Zuständig für diesen Wirtschaftsbereich ist das Tourismusministerium (Ministério do Turismo).

## Statistik
Im Jahr 2017 besuchten 6.588.770 internationale Gäste Brasilien.
Bezüglich der Anzahl ausländischer Gäste in Südamerika rangiert das Land auf Platz 3.
Die direkten Einnahmen der Reise- und Tourismusindustrie trugen im Jahr 2016 umgerechnet 56,8 Milliarden US-Dollar und damit 3,2 % zum Bruttoinlandsprodukt Brasiliens bei. 2016 waren 2.530.500 Menschen oder 2,8 % aller Arbeitnehmer Brasiliens im Reise- und Tourismussektor beschäftigt. Allein die Deviseneinnahmen aus dem Tourismus im Jahr 2019 betrugen 1478,3 Millionen US-Dollar.
2017 kamen die meisten internationalen Touristen aus Argentinien (2.622.327, ca. 40 %) und aus den Vereinigten Staaten (475.200).